# 斜枝长喙藓
斜枝长喙藓（学名：Rhynchostegium inclinatum）为青藓科长喙藓属下的一个种。